# Kościół św. Antoniego Padewskiego w Sowczycach (stary)
Drewniany kościół św. Antoniego Padewskiego – rzymskokatolicki kościół filialny, położony w Sowczycach (gmina Olesno). Świątynia należy do Parafii Nawiedzenia NMP w Łomnicy w dekanacie Olesno, diecezji opolskiej. 24 marca 1954 roku pod numerem 89/54 kościół został wpisany do rejestru zabytków województwa opolskiego, znajduje się on również na Szlaku Drewnianego Budownictwa Sakralnego. Obecnie kościółek ten pełni rolę kaplicy pogrzebowej.

## Historia kościoła
Drewniany kościół w Sowczycach został wybudowany w 1586 roku w Łomnicy jako kościół filialny parafii św. Mikołaja i św. Małgorzaty w Wysokiej, pod wezwaniem św. Katarzyny i Ducha Świętego.
Funkcję taką pełnił do 1917 roku, gdzie następnie został przeniesiony do Sowczyc, gdzie otrzymał nowe wezwanie - św. Antoniego.
Tu pełnił rolę kościoła filialnego do 1962 roku. Po wybudowaniu nowego kościoła, służy jako kaplica pogrzebowa. W latach 1983–1984 budynek był remontowany.

## Architektura i wnętrze kościoła
Kościół jest orientowany, jednonawowy, salowy, bez wyodrębnionego prezbiterium z nawy, zamknięty trójbocznie o konstrukcji zrębowej, na podmurowaniu, wykonanym na początku XX wieku. Zewnętrzne ściany kościoła są oszalowane, dach typu siodłowego o jednej kalenicy. Kościół nie posiada typowej wieży, jedynie czworoboczną sygnaturkę, która nakryta jest dachem namiotowym. Całość pokryta jest gontem z wywiniętym okapem przy prezbiterium. Z boku nawy znajduje się zakrystia. Strop jest płaski z widoczną polichromią. Chór muzyczny wsparty został na dwóch słupach o prostej linii parapetu. Belka tęczowa z krucyfiksem. Ołtarz i ambona zostały wykonane w stylu barokowym w XVII wieku. Ambona na baldachimie umieszczoną ma rzeźbą pelikana. Wewnątrz kościółka znajdują się również drewniane stacje drogi krzyżowej wykonane w 1849 roku. Ponadto wnętrze świątyni zdobią figury i obrazy w stylu ludowym.